# Număr Friedman
Un număr Friedman este un număr întreg care, reprezentat într-o anumită bază de numerație, poate fi scris ca o expresie ce conține doar cifrele sale componente, în combinație cu operatorii aritmetici (+, −, ×, :), inversul său, paranteze, ridicare la putere și concatenare. Nu se pot utiliza zero-uri care se află în fața celorlalte cifre, precum: 024 = 20 + 4. Un exemplu de număr Friedman este 347 în sistemul zecimal, deoarece 347 = 73 + 4.
În sistemul zecimal, primele numere Friedman sunt:
25, 121, 125, 126, 127, 128, 153, 216, 289, 343, 347, 625, 688, 736, 1022, 1024, 1206, 1255, 1260, 1285, 1296, 1395, 1435, 1503, 1530, 1792, 1827, 2048, 2187, 2349, 2500, 2501, 2502, 2503, 2504, 2505, 2506, 2507, 2508, 2509, 2592, 2737, 2916, ...